# Megatherium
Genre
Synonymes
- Essonodontherium Ameghino, 1884
- Hebetotherium Ameghino, 1895
- Neoracanthus Ameghino, 1889
- Ocnobates Cope, 1889
- Oracanthus Ameghino, 1885
- Paramegatherium Kraglievich, 1925

Megatherium est un genre fossile de Paresseux terrestres de l'ordre des Pilosa et de la famille des Megatheriidae, ayant vécu en Amérique du Sud aux Pliocène et Pléistocène. Le genre compte plusieurs espèces qui s'éteignirent vers la fin du Pléistocène supérieur. L'espèce type, Megatherium americanum, est l'un des plus grands représentants de la mégafaune du Pléistocène en Amérique.

## Historique
Le premier fossile de Megatherium fut découvert en 1788 sur une berge de la rivière Luján, en Argentine. Le spécimen holotype fut envoyé l'année suivante en Espagne, où il attira quelque temps plus tard l'attention du paléontologue Georges Cuvier, qui fut le premier à déterminer, en 1796 par la méthode de l'anatomie comparée, que Megatherium était un Paresseux.

## Description
L'espèce type, Megatherium americanum, était un animal long de 6 mètres, de la tête au bout de la queue, pour un poids allant jusqu'à 4,5 tonnes. Son nom signifie « grande bête d'Amérique ». Il possédait des griffes de 30 cm de long, qui lui servaient à se nourrir et à repousser ses prédateurs, comme le Smilodon, à couper les branches et amener les feuilles à sa bouche et à déterrer des racines. Les autres espèces du genre étaient de plus petite taille.

## Paléobiologie
Des empreintes de pas fossiles bipèdes ont été attribuées à Megatherium, suggérant que l'animal, quoique principalement quadrupède, pouvait aussi se déplacer en se dressant sur ses pattes arrière. N'intervenant probablement ni dans la locomotion bipède ni dans la locomotion quadrupède, la queue de ces animaux leur servait peut-être d'appui quand ils se dressaient en position verticale, pour mieux attraper les feuilles hautes.

Extension géographique de Megatherium

## Habitat
Megatherium habitait les régions peu boisées et les prairies d'Amérique du Sud,. On a par exemple trouvé ses fossiles dans la Cueva del Milodón, en Patagonie chilienne. Le genre apparenté Eremotherium vivait dans des environnements plus tropicaux situés plus au nord, et s'est étendu vers l’Amérique du Nord lors du Grand échange faunique interaméricain.

## Extinction
La disparition de Megatherium coïncide avec l'expansion de l'Homme moderne à travers le continent américain, à la fin du Pléistocène supérieur.

## Liste des espèces
Selon BioLib (5 janvier 2018) :
- Megatherium altiplanicum Saint-André & de Iuliis, 2001 †
- Megatherium americanum Cuvier, G., 1796 †
- Megatherium gallardoi Ameghino & Kraglievich, 1921 †
- Megatherium istilarti Kraglievich, 1925 †
- Megatherium lundi-sejoi Kraglievich, 1931 †
- Megatherium medinae Philippi, 1893 †
- Megatherium parodii Hoffstetter, 1949 †
- Megatherium sundti Philippi, 1893 †
- Megatherium tarijense Gervais & Ameghino, 1880 †

## Galerie

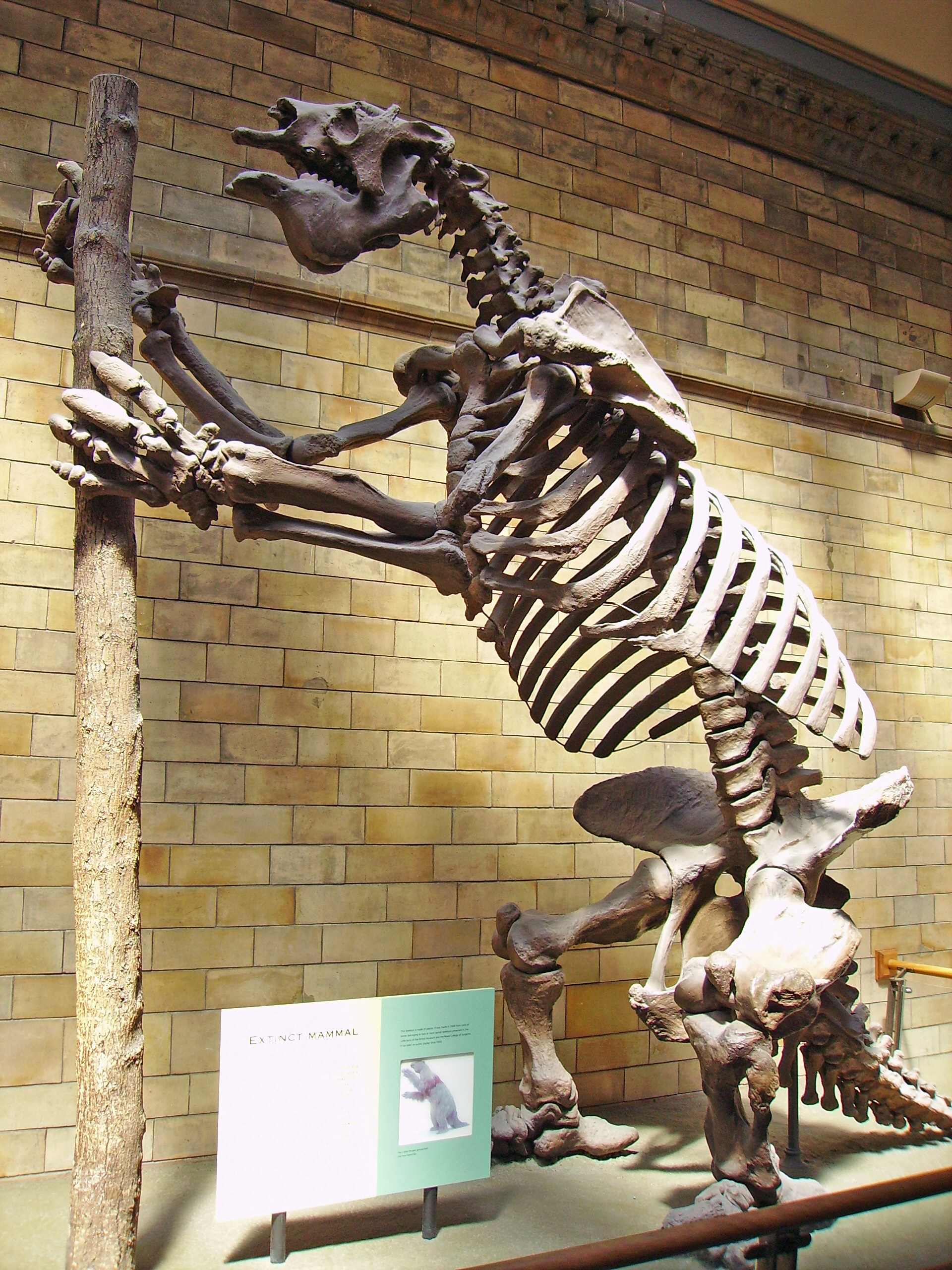
Squelette de Megatherium americanum, à Londres.
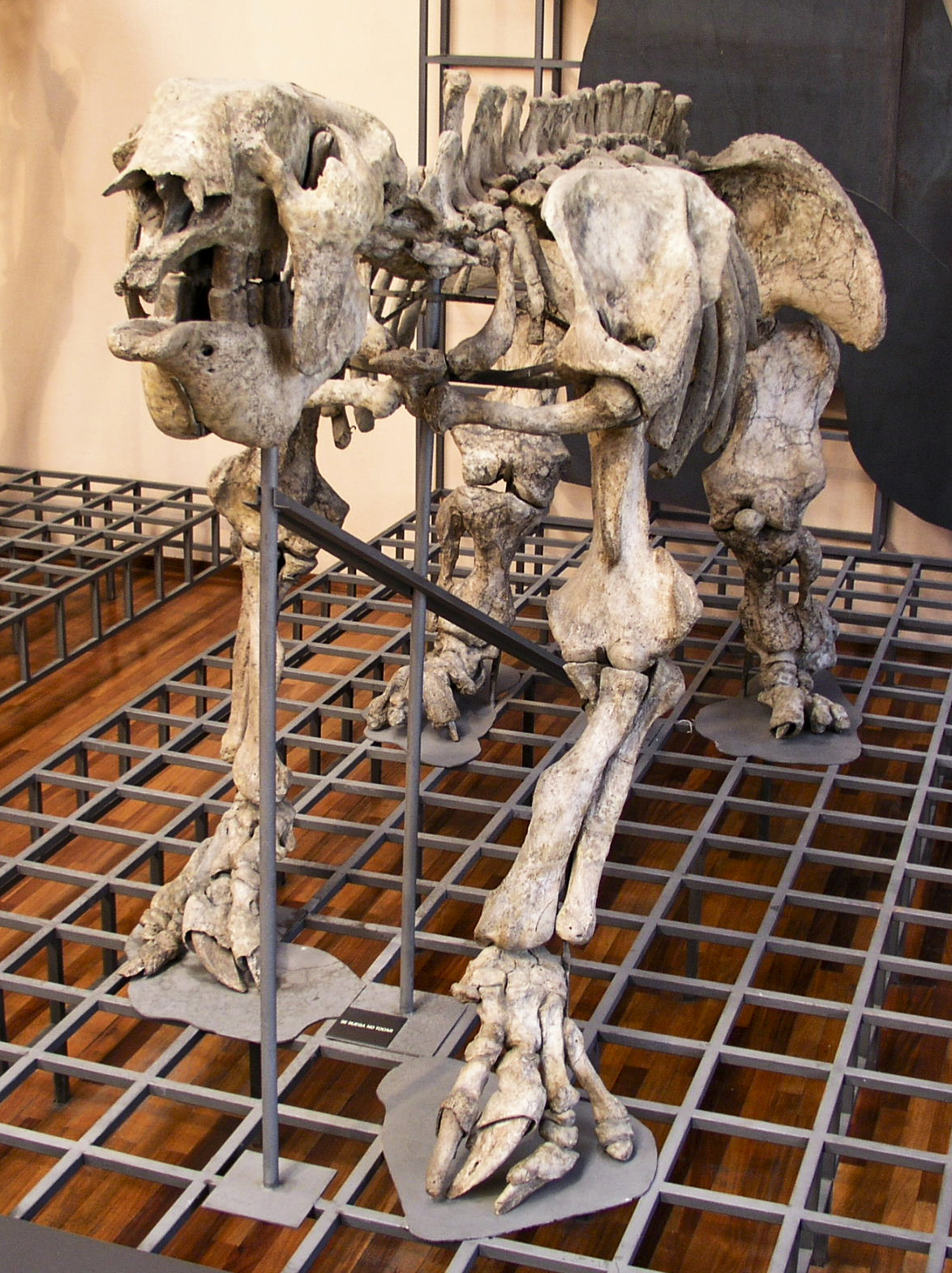
Squelette de Megatherium americanum, à Madrid (ce spécimen a été, en 1795, le premier montage squelettique d'un animal préhistorique).
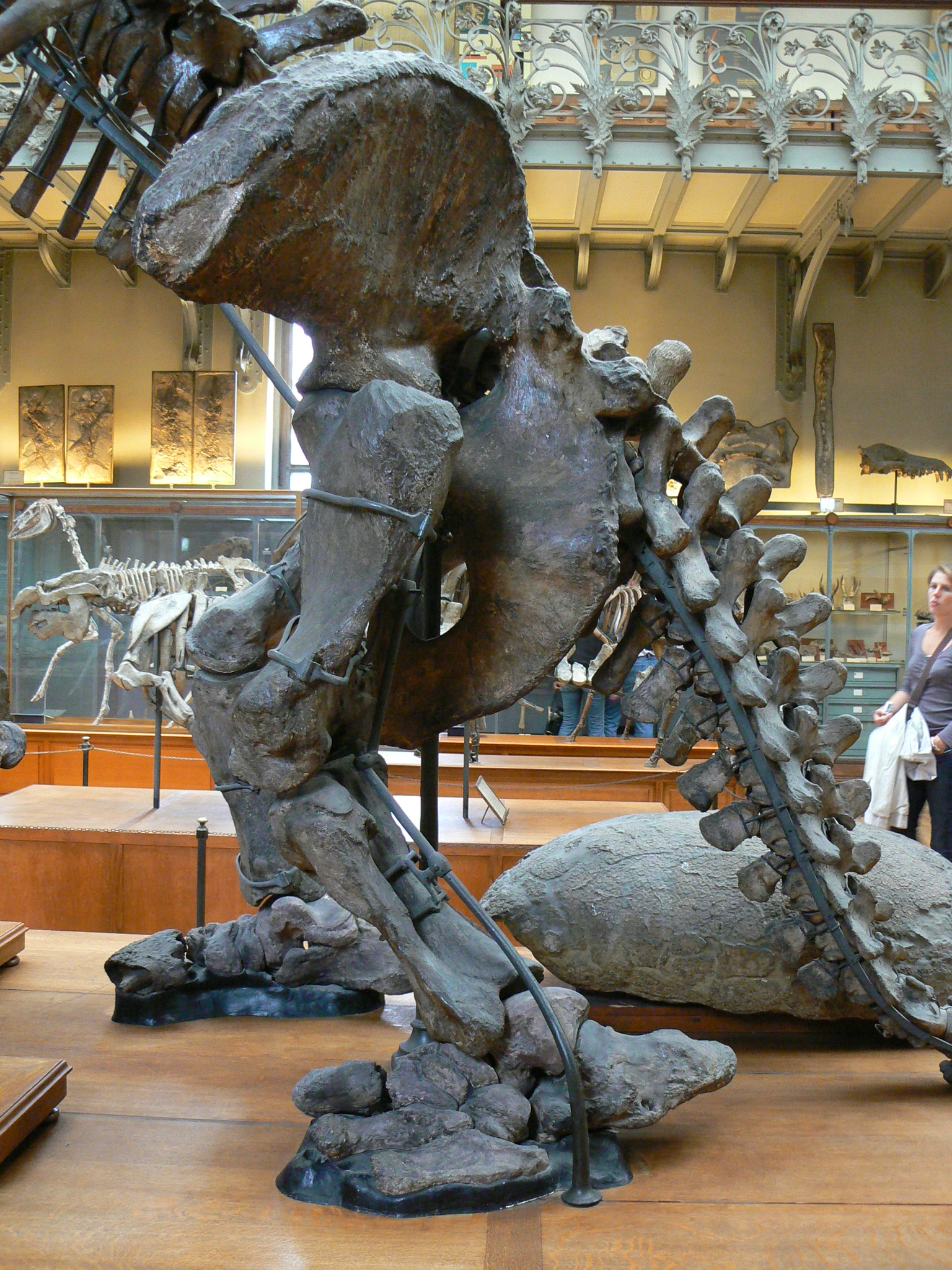
Megatherium americanum, à Paris. Détail des crêtes iliaques, queue et patte arrière gauche.
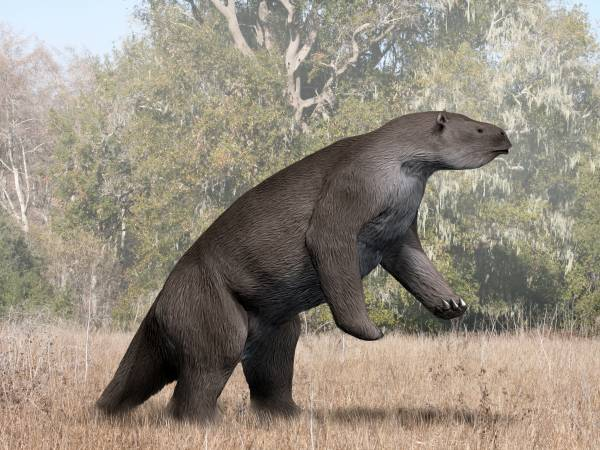
Vue d'artiste de Megatherium